# Jim Morrison
James Douglas "Jim" Morrison (Melbourne, Florida, 8. prosinca 1943. – Pariz, 3. srpnja 1971.), bio je američki pjevač, najpoznatiji kao glavni vokalist i vođa američkog rock sastava the Doors.

## Životopis
Sin admirala SAD ratne mornarice George Stephena Morrisona i Clare Clark Morrison.
Kao dijete, 1947. svjedoči prometnoj nesreći u pustinji u Novom Meksiku. Smatrao je da su duše mrtvih indijanaca "uskočile u njegovu", te da su s njim ostale kroz život. To ga uvjerenje neće napustiti do smrti, čak u pjesmi "Peace Frog" s albuma "Morrison hotel" opisuje to iskustvo.
Završio je školu George Washington u Alexandriji (Virginia) u lipnju 1961. godine. Prema riječima njegova profesora književnosti, Jim je čitao mnogo više od svih kolega u razredu, a njegov ukus bio je do krajnjih granica ekscentričan i izvan konvencija, pa često ni sam spomenuti profesor nije znao za djela o kojima Jim govori.  U kolovozu iste godine vojska prebacuje admirala i njegovu obitelj u južnu Kaliforniju. Jim Morrison je otišao živjeti kod bake i djeda u Clearwater (Florida) gdje je pohađao St. Petersburg Junior College. Kasnije se prebacio na državno sveučilište u Floridi koje je pohađao između 1962. – 1963. godine. U siječnju 1964. odlazi u južnu Kaliforniju. 
Tamo započinje studirati kinematografiju na UCLA-u, koju je završio do kraja i upoznaje klavijaturista Raya Manzareka. Manzarek je tada svirao u blues grupi "Rick and the Ravens". Budući da je Manzarek bio oduševljen Morrisonovm pjesmom "Moonlight Drive" njih dvoje formiraju Doorse. Pridružuje im se na bubnjevima John Densmore, a na njegov nagovor mjesto gitariste dobiva Robbie Krieger.
Nakon što je 1965. godine završio studij Morrison je započeo voditi boemski život u Venice Beachu kraj Los Angelesa. Zbog prehrambenog režima od malo hrane i mnogo LSDa, nekad puniji Morrison je do 1966. godine zadobio svoj izgled prepoznatljiv s fotografija tzv. "kristova poza"(slika na dnu), koja se nalazi na albumu "The Best of" i snimljena je 1966. godine.
Morrison nije znao svirati niti jedan instrument, ali je pridonosio komponiranju tako što bi već u "glavi" imao melodiju za svoj tekst.
Osim što je bio pjevač The Doorsa, bio je autor nekoliko knjiga poezije, dokumentaraca, kratkog filma i ranog muzičkog video spota za pjesmu "The Unknown Soldier". 
Što se tiče ljubavnog života, Jim Morrison bio je apsolutni seks-simbol zbog svoje tzv. neodoljive karizme, ali u njegovom srcu jedino značajnije mjesto imala je Pamela Susan, njegova dugogodišnja ljubav, kojoj je čak i posvetio svoju knjigu poezije "Divljina". Njihova veza nije bila pošteđena turbulencija, pa je često bila na rubu između ludila i izopačenosti.

## Smrt
Oko smrti legendarnog Morrisona saplelo se nekoliko priča. Njegova djevojka Pamela ispričala je kako su boravili u njihovu stanu, te da se Jim otišao okupati, no kad je ona ušla u kupaonicu našla ga je mrtvog u kadi. 
Kad su Jimovi prijatelji u Americi saznali za njegovu smrt isprva u nju nisu mogli povjerovati. Ray Manzarek je prvi iznio teoriju kako je Jim odglumio smrt da bi se u anonimnosti posvetio književnosti. To je potaknulo mnoge druge priče, pa su se čak javili neki svjedoci koji su Jima navodno vidjeli živog u Africi. Cijelom misteriju pomogao je i potajni pokop Jimovih posmrtnih ostataka na pariškom groblju Pere Lachaise. Ipak, teorije o "odglumljenoj smrti" su najvjerojatnije neutemeljene i uglavnom se javljaju kod ljudi koji u kratkom životu učine velika djela. Ostao je jedna od najvećih rock legendi svih vremena.
Nakon dvadeset godina progovorio je i Jimov prijatelj, fotograf Alen Roney, koji je prijavio Morrisonovu smrt pod njegovim pravim imenom Douglas, kako ga ne bi mogli odmah dovesti u vezu sa slavnim "Kraljem guštera". On je bio taj koji je organizirao i njegov tajni pogreb kojemu je nazočilo samo pet ljudi. Roney tvrdi da je Jim Morrison umro od prekomjerne doze heroina i da je posljednja tri dana proveo "fiksajući" se sa svojom djevojkom. 
Pokopan je na groblju Père-Lachaise u Parizu. Tamo se nalaze grobovi Molierea, filozofa Abelarda, umjetnika Marcela Prousta, Chopina, Oscara Wildea, Maxa Ernsta itd. Povodom 10. godišnjice Morrisonove smrti, g. 1981. hrvatski kipar Mladen Mikulin izradio je i postavio na grob mramornu bistu Jima Morrisona, koju su potom tijekom godina devastirali vandali, sve dok 1988. nije ukradena s groblja. Mikulin je kasnije izradio još dva Jimova portreta; 1989. izradio je gipsani model za brončanu bistu (koja nikad nije izlivena), a 2001. portret u obliku brončane posmrtne maske, sa željom da se postavi na Morrisonov grob ponad nadgrobnog kamena s grčkim epitafom, koji su povodom 20. obljetnice Jimove smrti postavili njegovi roditelji.

## Diskografija
- The Doors (1967.)
- Strange Days (1967.)
- Waiting for the Sun (1968.)
- The Soft Parade (1969.)
- Morrison Hotel (1970.)
- L.A. Woman (1971.)

## Film
Oliver Stone je 1991. snimio film "The Doors". Film se temelji na životu Jima Morrisona kojega tumači Val Kilmer. Inače prvi izbor Stonea za ulogu Morrisona je bio Ian Asbury, pjevač gupe The Cult, međutim on je odlučio ne postati dio glumačkog svijeta, pa je uloga pripala Kilmeru. Oliver Stone je zajedno s Morrisonom pohađao UCLA.